# 응우옌반틴

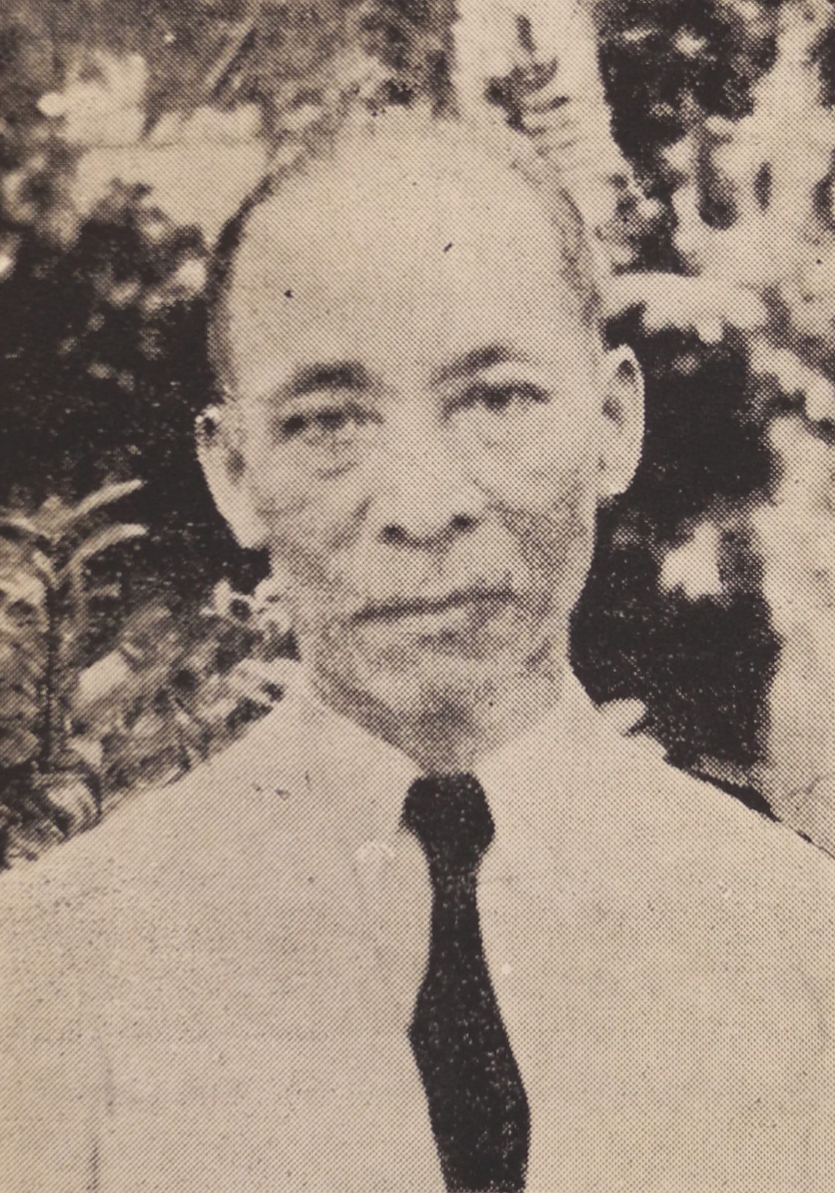

응우옌반틴(베트남어: Nguyễn Văn Thinh, 1888년 ~ 1946년 11월 10일)은 베트남의 의사와 정치인이자 코친차이나 공화국의 초대 대통령이다. 그는 프랑스의 식민 통치 기간 동안에 소수의 선택된 베트남인들에게만 부여된 특권인 프랑스 시민권자였다.

## 생애
응우옌반틴은 프랑스령 인도차이나 시절 이미 소수의 선택된 베트남인들에게만 부여되는 특권이던 프랑스의 국적을 취득하였고, 1926년에 컨시스턴치날리스트 당(Constitutionalist)에 입당하였다. 그는 1937년에 코친차이나 민주당(e Cochinchinese Democratic Party)을 창당하고 총재가 되었다. 1946년초 베트남 남부 코친차이나에서 영향력을 회복하려던 드골 정부를 도와 코친차이나 공화국 정부 수립에 동참하였다. 1946년 3월 26일에 임시정부가 수립되자 임시정부의 총리가 되고 6월 1일 임시 대통령이 되었다. 그러나 정책 결정에 있어서 번번히 프랑스 인들에게 무시를 당하던 그는 "내가 어리석은 짓을 다시 강요 당하고 있다"며 늘 한탄했다 한다.
그의 공식 직함은 코친차이나 공화국 임시정부 대통령이었으나 공화국은 사실상 프랑스인들의 지배 아래 있었고 허수아비 같은 역할에 수치심을 느껴 그해 11월 10일 사무실에서 자살했다.